# David Camus
David Camus (ur. 1970 w Grasse) – francuski pisarz, dziennikarz, tłumacz, wydawca i agent literacki. Autor między innymi cyklu powieści o szpitalniku Morgennesie, których akcja rozgrywa się w Outremerze, w realiach historycznych bitwy pod Hittin oraz III krucjaty. Dziadkiem Davida Camus był Albert Camus, wybitny pisarz, laureat nagrody Nobla.

## Cykl o Morgennesie (Le Roman de la Croix)
- Rycerze królestwa (fr. Les Chevaliers du Royaume, 2005)[a]
- Rycerz Morgennes (fr. Morgennes, 2008)[b]
- Miecz królów Jerozolimy (fr. Crucifère, 2009)[c]